# Hieracium ciuriwkae
Hieracium ciuriwkae es una especie de planta con flor del género Hieracium, de la familia Asteraceae, orden Asterales.

## Distribución
Hieracium ciuriwkae se distribuye por Ucrania.

## Taxonomía
Fue descrita científicamente por (Woloszcz. & Zahn) R. N. Shlyakov. Fue publicada en Fl. Evropeískoí Chasti SSSR 8: 242 (1989).